# MUTEKING THE Dancing HERO
MUTEKING THE Dancing HERO(무테킹 더 댄싱 히어로)는 타츠노코 프로덕션에서 제작한 TV 애니메이션 터무니없는 전사 무테킹을 리부트한 작품이다. 2021년 10월 3일부터 12월 19일까지 방영되었다. 대한민국에서는 대원방송 계열의 챔프TV에서 비트킹 THE Dancing HERO라는 제목으로 방영 중이다.